# روگر کارابین پلیس
روگر کارابین پلیس (به انگلیسی: Ruger Police Carbine) نام یک کارابین نیمه‌خودکار با کالیبر پیستول است که در کنار مجموعه پی روگر طراحی و تولید شد، ولی در ۲۰۰۷ میلادی به علت درخواست سفارش پایینش تولیدش متوقف شد؛ ولی قرار بوده تا در دسامبر ۲۰۱۷ نسخه‌های تازه‌ای از آن به بازار عرضه شود.